# Rocket Science Games
Rocket Science Games era un desarrollador de videojuegos que creó juegos para consolas y ordenadores, desde 1993 hasta 1997. La compañía fue responsable de juegos como Obsidian, Rocket Jockey, y Loadstar.

## Historia
Rocket Science Games (RSG) fue un estudio independiente de videojuegos fundado por Steven Gary Blank y Peter Barrett en 1993 al combinar las fuerzas creativas de Hollywood y Silicon Valley en videojuegos cinematográficos convincentes. Sega Enterprises y Bertelsmann Music Group infundieron a RSG con $12 millones de financiación en mayo de 1994 convirtiendo a América del norte y Europa en editores de RSG, respectivamente. Teniendo en personal a algunas de las estrellas en ascenso más brillantes en las industrias de la informática, cómics y películas, RSG creó una enorme expectativa incluso antes del lanzamiento de sus primeros títulos y afirma que este en cierto punto revolucionando la industria de los videojuegos utilizando el vídeo de movimiento completo (FMV). Fundada en el apogeo de la locura por los videojuegos en FMV de los años 90, sus primeros tres videojuegos utilizaban la tecnología en gran medida. Como una reacción creció contra la tecnología, los juegos recibieron críticas mixtas y sufrieron las ventas bajas. RSG luego se alejó de las consolas y el FMV para concentrarse en los juegos más tradicionales de PC.
Después de las decepcionantes ventas de sus primeros juegos de RSG recibió fondos muy necesarios de SegaSoft, quien luego se convirtió en la único distribuidora de sus títulos en desarrollo. Sega canceló aproximadamente la mitad de los títulos RSG en los que estaba trabajando para reducir los costos y acelerar las liberaciones, con un notable efecto negativo en su calidad. Rocket Jockey transporto el soporte de red de área local que faltaba y que había sido fuertemente promovido a la prensa e incluso fue anunciado en la caja, pero no sería parchado en el juego durante varios meses. Obsidian también sufrió problemas de calidad, ya que tenía varios errores presentes en el momento de su lanzamiento, incluyendo algunos que impidieron la finalización del juego. Mientras que algunos de los juegos de SegaSoft fueron aclamados por la crítica, ninguno de ellos lo hizo especialmente bien financieramente, y ya que fue incapaz de obtener financiación adicional, RSG se vio obligada a cerrar en 1997.
Alrededor de un año antes de cerrar sus puertas, en febrero de 1996, RSG anunció una alianza con CyberCash, Inc. para lanzar un servicio de arcade virtual basado en micropagos. CyberCash, una compañía de moneda virtual, proporcionaría la infraestructura financiera para la galería y lo usaran para poner en marcha su micropago "servicio de monedero electrónico". Este anuncio fue muy difundido por los medios de comunicación y, junto con varios otros servicios basados en micropagos, fue anunciado como la próxima gran cosa en el comercio por Internet. La galería está basada en RSG "motor de juego V3 Internet" y presentará por lo menos 20 juegos arcade clásicos con un lanzamiento tan pronto como llegue la segunda mitad de 1996. El servicio sin nombre nunca le dio una fecha de lanzamiento concreta ni había ningún títulos específicos mencionados. Después de la ráfaga inicial de entusiasmo la asociación no produjo ningún otro anuncio y nunca más se supo del servicio. Puede haber sido una víctima de los recortes que SegaSoft hizo más tarde ese mismo año cuando adquirieron RSG. Más tarde SegaSoft se asoció con CyberCash y utilizó su sistema de micropagos, ahora llamado el servicio CyberCoin, por su servicio de juego en línea Heat.net. Heat.net fue cerrada en 2000, cuando se reestructuró SegaSoft en Sega.com y CyberCash se declaró en bancarrota un año más tarde.
Escrito por el legendario diseñador de juegos Steve Meretzky de la famosa Infocom, The Space Bar por Boffo Games originalmente iba a ser publicada por RSG pero fue trasladada a SegaSoft después de que RSG cerró sus puertas. Darwin Pond era un título inédito que se completó antes de la caída de RSG, pero nunca fue lanzado comercialmente; más tarde su creador Jeffrey Ventrella lanzó de forma gratuita a través de Internet (una nueva versión de Darwin Pond que actualmente está siendo desarrollada por Ventrella y Brian Dodd, quien trabajó junto a RSG; se encuentra actualmente en una fase muy temprana de desarrollo). Por último, Rocket Jockey aún recibe la atención algunos medios de comunicación y de desarrolladores, con cinco diferentes esfuerzos de crear una nueva versión de la historia, en su mayoría juegos modificados para recrear el juego original. En 2011, Arstechnica volvió a visitar el juego en un artículo titulado "Masterpiece: Rocket Jockey para PC - usted me ha oído."

## Lista de videojuegos desarrollados por Rocket Science

### Liberados (por fecha)
- Loadstar: The Legend Of Tully Bodine
- Cadillacs and Dinosaurs: The Second Cataclysm
- Wing Nuts: Battle in the Sky
- Rocket Jockey
- Obsidian
- The Space Bar

### No liberados (alfabético)
- Dark Ride[14][15]
- Darwin Pond
- Ganymede
- Loadstar II: Showdown on Phobos[16]
- Pest!
- Rocket Boy[17]

## Artículos
- Wired: Rocket Science Artículo en RSG de 1994
- "Coming Soon" Article Artículo acerca de SegaSoft y RSG de 1996
- artículo de Business Wire artículo acerca del próximo RSG de 1996.